# サクラエビ
サクラエビ（桜海老、桜蝦、十脚
、学名：Lucensosergia lucens）は、サクラエビ科に属するエビの一種。深海に生息する小型のエビである。

## 特徴
成体は体長40mm前後。体は透明だが甲に赤い色素を多く保持し、生体は透き通ったピンク色に見える。「桜海老」の和名はここに由来する。2対の触角のうち第2触角は体長以上の長さがあるが、額角は短い。5対の歩脚のうち、第2・第3歩脚が鋏脚に変化し、第4・第5歩脚が短い。体表には約160個の発光器が並んでいる。発光器（とされていた器官）が実際に光を放つことは未確認であったが、ストロボを当てるなどの刺激による微弱な発光の測定に成功している。
産卵期は5月から11月で、メスは交尾後に800 - 2300個程の卵を水深20 - 50mの海中に放出する。寿命は15か月ほどで、孵化後1年で成熟し、産卵後2 - 3か月で死ぬとされる。
シラエビ Pasiphaea japonica は外見・生態・利用法までサクラエビに似るが、エビの分類上ではまったく別の系統に分けられる。

## 分布
日本では駿河湾および近接の遠州灘・東京湾・相模灘、さらに長崎県の五島列島沖に分布するが、漁獲対象となっているのは駿河湾のみである。五島列島沖での生息は、2019年2月22日に、日本と台湾の研究グループの調査などで公表された。見つかった場所は、福江島の南約40 km (深さ約380 m)地点。2017年5月に偶然発見された。西日本での発見はこれが初めて。また、台湾東方沖、西南沖にも生息し、中国語で「櫻花蝦」、「發光(正)櫻蝦」、台湾語で「Hoe-khak-á(花殻仔)」の名で呼ばれ、近年は漁獲対象となり、日本へも輸出されている。
深海の中層を群れで遊泳する。昼間は水深200 - 300 mほどにいるが、夜には水深20 - 50 mぐらいまで浮上する日周鉛直運動を行う。海中を浮遊するプランクトンやデトリタスを捕らえて食べる。一方、天敵は、外洋性のハダカイワシやイカなどがいる。

## 漁業

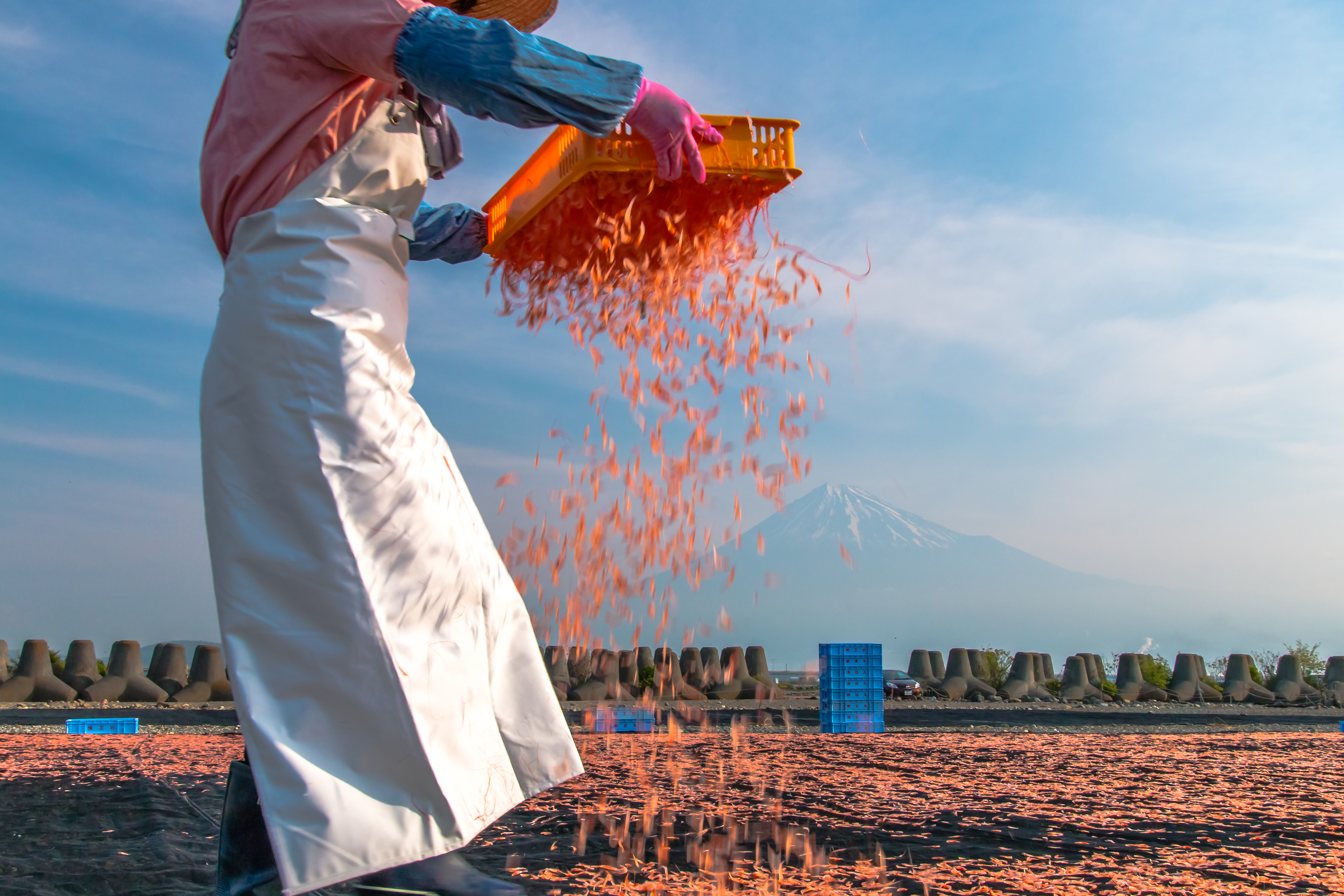
富士川沿岸での天日干し（静岡県静岡市にて）

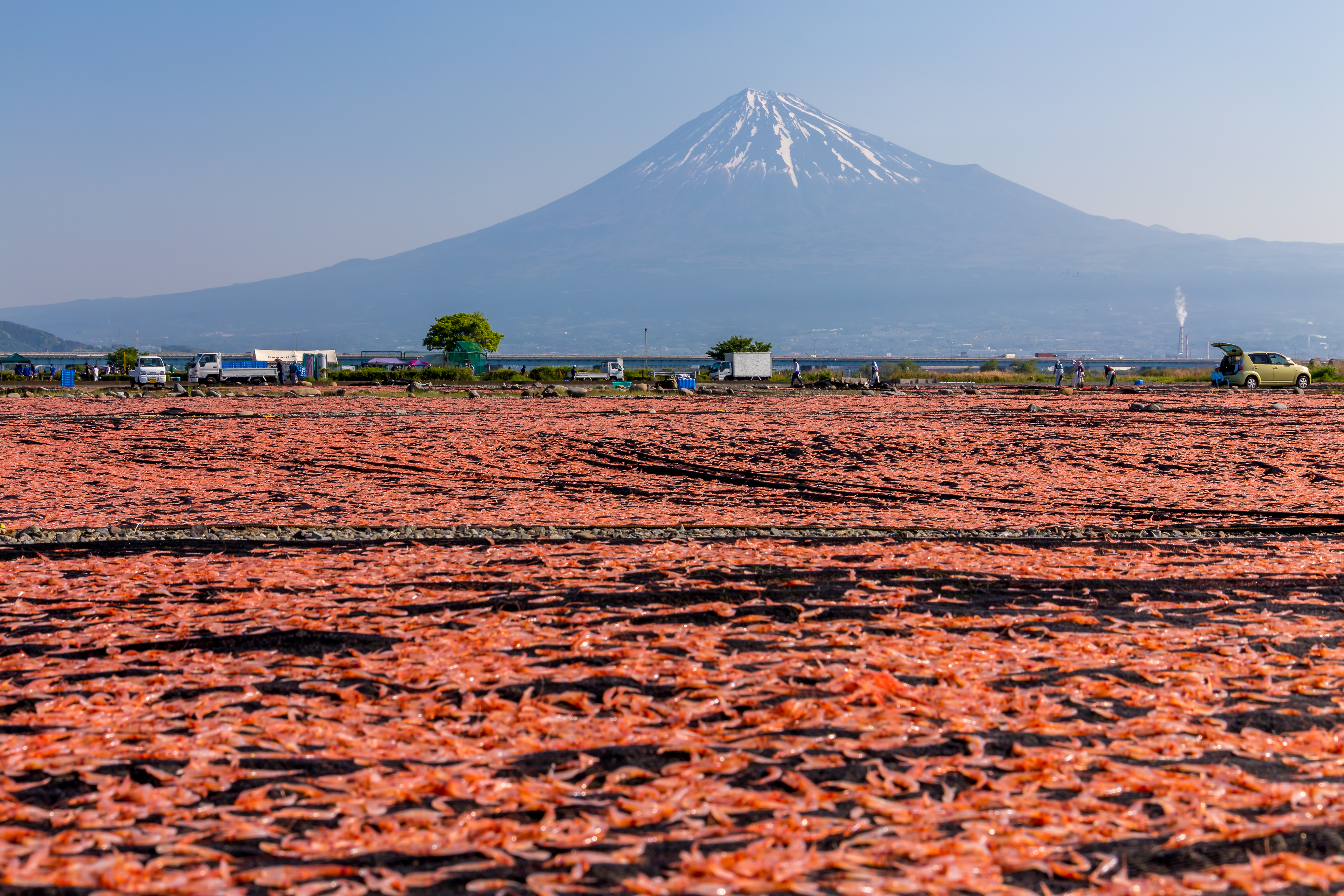
富士川沿岸での天日干し（静岡県静岡市にて）

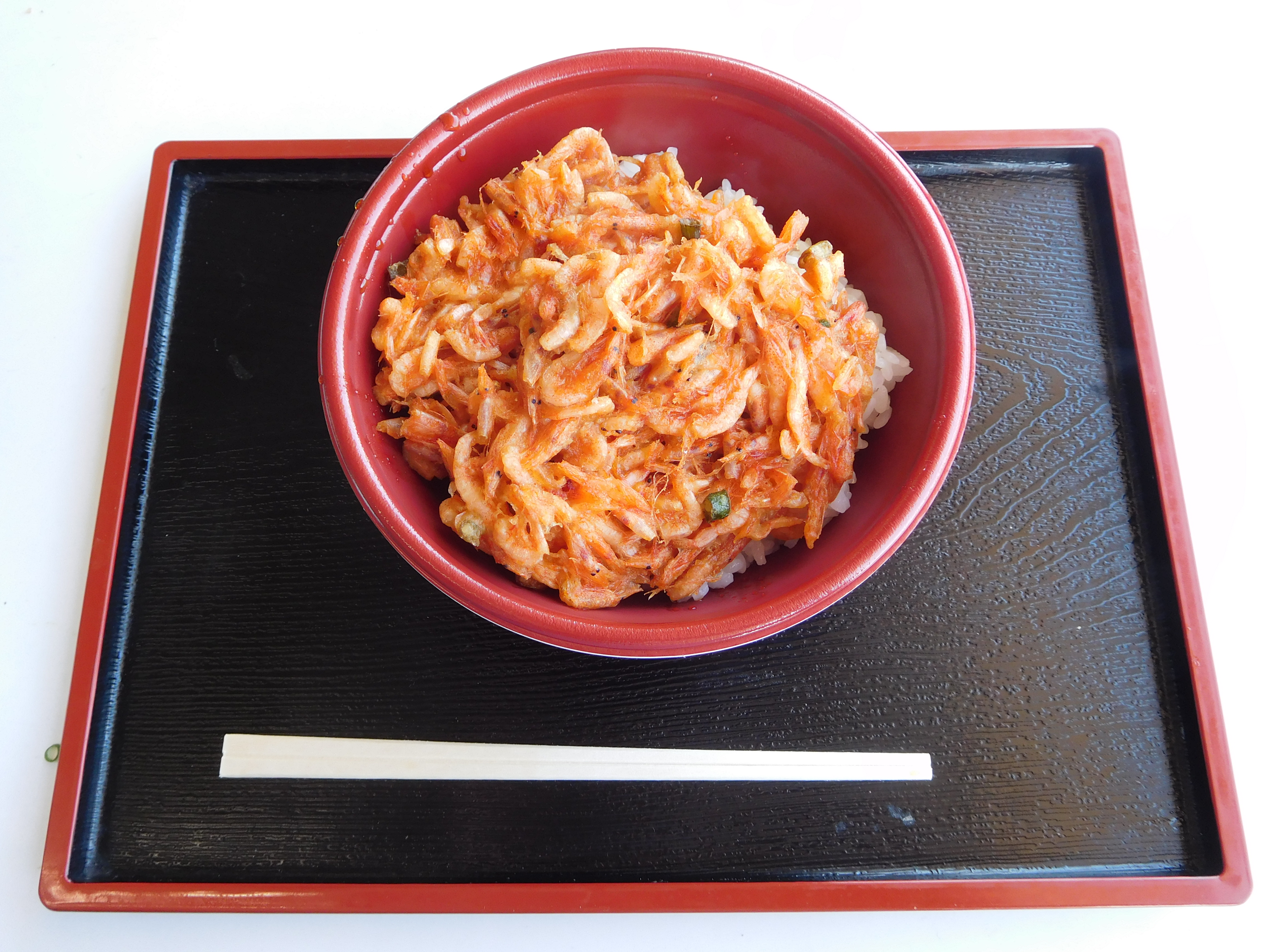
さくらえびのかき揚げ丼（静岡県静岡市にて）

日本国内の水揚げ量の100 %は駿河湾産で、主要な漁期は4月から6月まで（春漁）と10月から12月（秋漁）。6月11日から9月30日までは繁殖期にあたり禁漁、冬はエビが深くにいるため休漁である。産地偽装を防ぐため、静岡県桜海老加工組合連合会（静岡市・焼津市の加工業者で構成）は2020年に「駿河湾産サクラエビ」の認証ラベルを導入した。
駿河湾でのサクラエビ漁の歴史は浅く、1894年（明治27年）に由比（現・静岡市清水区）の漁師、望月平七と渡辺忠兵衛が、アジの網引き漁をしていたときに網が深く潜ってしまい、そのとき偶然にも大量のサクラエビが捕れたことが始まりとされている。本格的な漁業は翌1895年に由比で、1896年には蒲原（同）で始まった。由比港漁協の由比・蒲原（42組84隻）と大井川港漁協の大井川（18組36隻）、計3か所の基地に100隻の許可証を持つ漁船がある。当時静岡の魚の一大消費地だった山梨県甲府市で「さくらえび」と名付けられたいう。
サクラエビ資源を守るため、静岡県サクラエビ漁業組合所属のすべての漁船が一緒に漁に出て漁獲調整を行い、水揚代金を全船でプールして利益を分け合う「プール制」が1977年に完成し、現在に至っている。
静岡県静岡市清水区の由比漁港では、期間限定で、漁港内でかき揚げ丼などが食べられる。サクラエビ・シラスなどの関連商品を取り扱う直売所も併設され、毎年5月3日にサクラエビ祭りが行われる。
静岡県焼津市の大井川港では、1940年（昭和15年）に蒲原町（現・静岡市清水区）の加工業者が大井川町（現・焼津市）に工場を建設。
地域団体商標として、由比サクラエビと駿河湾サクラエビが登録されている。
「輸送中、水槽が酸欠になりやすい」「輸送のストレスで有毒なアンモニアを発生しやすい」などの理由で、静岡県外などで生きたサクラエビを入手するのは困難だったが、「酸素のナノバブルを水中に増やす」、また「アンモニアを分解して窒素を取り除く微生物を利用する」などの対策によって、試験段階ではあるが、数日間程度なら生かしたまま輸送することが近年では可能になってきている。
台湾でも小規模な漁がされている。1980年代に日本で不漁となったことから、代替産地を探した結果、漁獲対象となった。主に台湾南西の屏東県小琉球周辺海域と東部の宜蘭県の亀山島周辺海域、台東県大武郷沖の3か所が漁場となっている。

### 2018年から2022年にかけての不漁
2018年、春漁（4月10日〜6月3日）の19日間の出漁での水揚げ量は、記録が残る1986年以降で最低の約312トンとなったため、予定より早く打ち切った。不漁の原因は、2017年に水温の高い黒潮が大蛇行して湾に流れ込まなかったため、産卵する親エビが減少した、と考えられていた。同年秋漁（11月12日 - ）は、12月10日の資源調査で水揚げに適さない体長35ミリメートル以下の稚エビ（0歳エビ）が63 - 76 %を占めたため、12月13日に打ち切られた。史上初めて一度も出漁しないまま秋漁を終えた。
2019年の春漁は、3月24日から6月5日の予定を早めて5月31日に打ち切られた。31日夜に水揚げされたサクラエビは、産卵エビがこれまでより明らかに多く含まれていることを目視で確認したことに因る。この春の漁獲量は約85トンで、不漁の昨年をさらに大きく下回った。
由比港漁協は、サクラエビの不漁に富士川水系の濁りが関係していて、富士川上流の早川上流にあり、堆砂が進む雨畑ダムが濁りの主因、と指摘。駿河湾に流れ出る放水路の懸濁物を静岡県が調査したところ、基準値25 mgを超える427 mgだった。1967年に完成した雨畑ダム（山梨県早川町）は民間が管理する発電用のダムで、堆砂率は93 %となり、国土交通省は「堆砂による上流部の河床上昇により浸水被害が発生しているため。」「ダムの安全性及び機能への影響が認められ、直ちに措置を講じる必要がある。」としている。
静岡県が設置した有識者による「『森は海の恋人』水の循環研究会」では、日本軽金属が管理する雨畑ダムの水は複数の水力発電施設で使われた後、同社蒲原製造所（静岡市清水区）の放水路から駿河湾に流れ出て、堆砂が海底湧水の出口をふさいでいる、という仮説が提唱され、播磨灘のように海洋生態系に影響が出ている可能性が指摘された。同研究会は今後3年かけて不漁の原因などを探ることを確認した。これに対して山梨県の富士川漁業協同組合は「原因を究明しない」と回答したが、静岡新聞は富士川漁業協同組合が日本軽金属から多額の補償金を受け取っていることを指摘している。
富士川の問題が主に静岡新聞によって提起される一方で、2020年には自主規制による禁漁区での操業が行われていたことが露呈し、2021年には禁漁区を保護区として調査を目的とする試験操業を行っている。これら禁漁区の設定については、資源回復の科学的根拠もなく取り締まりも無い『身内の談合』に近いものであることが露呈したとされ、拘束力のある漁業調整規則で乱獲を規制しない県の責任が指摘されている。
2023年4月の初漁では一転して豊漁となり、取引値は大幅に下がった。
これについては、静岡新聞では日軽金を糾弾する特集記事「サクラエビ異変」を連載していたが、2023年5月、日軽金蒲原製造所の所長が漁師らに初めて直接謝罪。雨畑ダムの土砂撤去も5か年計画で進んでおり、この報道をもって「サクラエビ異変」は終了した。

### 産地偽装
日本国内では2018年の出漁を取りやめ、2019年の不漁により国産サクラエビの流通量が減り、台湾産の流通量が増えている。これに伴い景品表示法で定められた原産地表示の偽装も起きており、静岡県内の業者の手により「駿河湾産サクラエビ」の統一認証ラベルの策定が進められ、2020年2月の小売分から貼付されつつある。

## 利用
産地近くでは、軽く塩ゆでした釜揚げサクラエビとして鮮魚店に出ることもある。一般には生サクラエビ（冷凍）や干しエビ（干物）として流通する。
生でワサビ醤油で食べたり、釜揚げ、素揚げ、かき揚げ（かき揚げ丼・天丼）などにしたりして食べる。干しエビには独特の食感と味わいがあり、お好み焼きやかき揚げなどに使われる。また、干しサクラエビをかき揚げなどの具に使う際、使用前にフライパンで軽く炒ると格段に香りが増すといわれる。サクラエビの漁が行われる漁師町近辺では「沖あがり」と呼ばれる、サクラエビと豆腐とネギをすき焼き風のだしでさっと煮た漁師料理がある。
他のエビ同様にうま味成分（グリシン、タウリン）が多いうえ、チアルジンを含む殻ごと食べることで香ばしさが感じられる。
なお、一般に安価で出回っている干しエビの多くはアキアミなど、別の種が多い。静岡県を代表する水産物の1つであるが、静岡県のプライドフィッシュには選ばれていない。
台湾の屏東県東港鎮では「東港三宝」と称する名産品の一つに挙げられ、天日干ししたものが様々な方法で食されており、地元料理としては、サクラエビ炒飯（「櫻花蝦炒飯」）が名物となっている他、「肉粿」と呼ばれる米で作る点心の一種の具の一つとして欠かせず、白菜の煮物に加えたり、焼きビーフン、焼きそばに加えたりもする。他に、ゴマ、海苔、アーモンドなどと合わせたスナック菓子やふりかけに加工されて流通している。

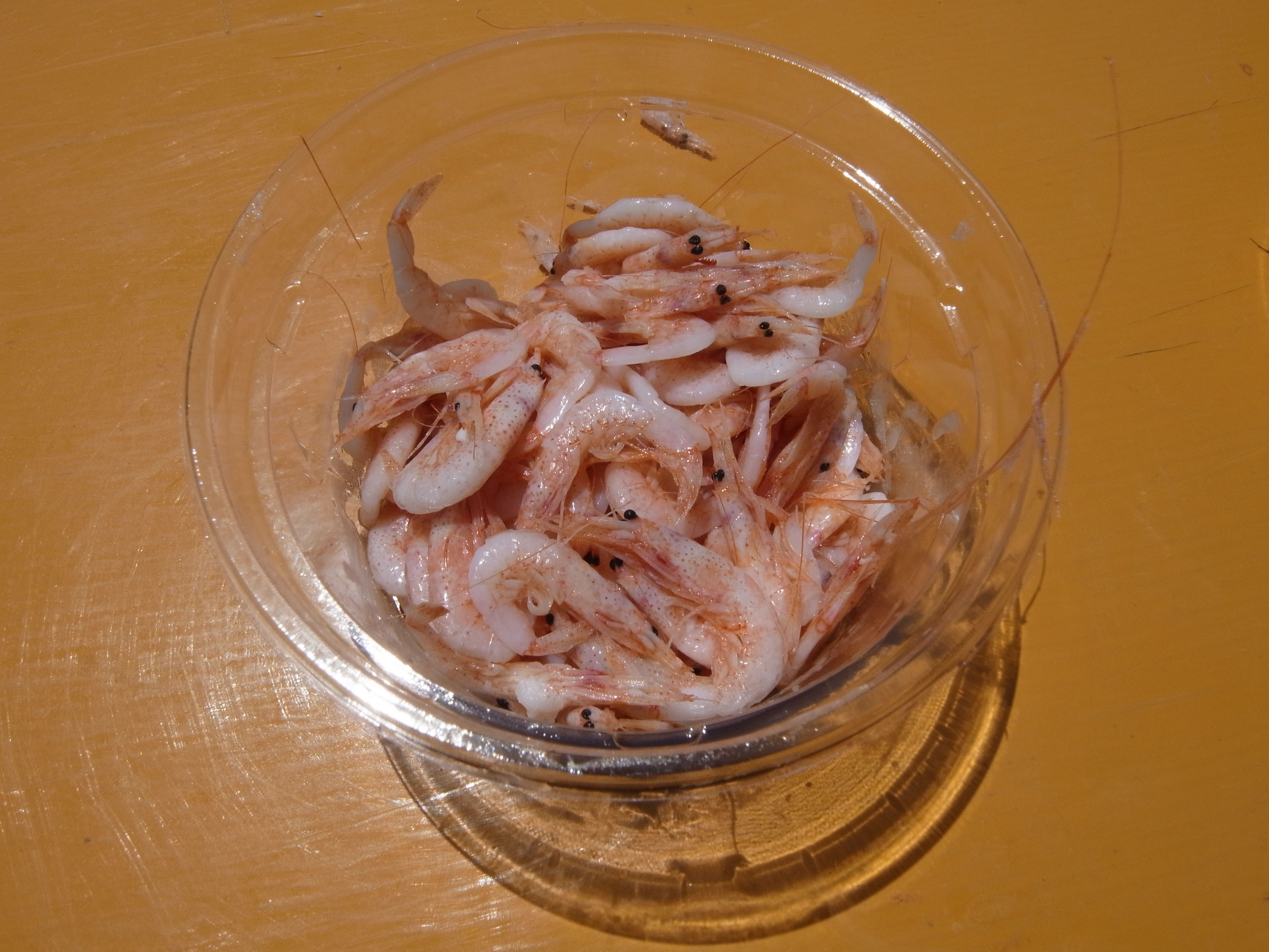
茹でたサクラエビ
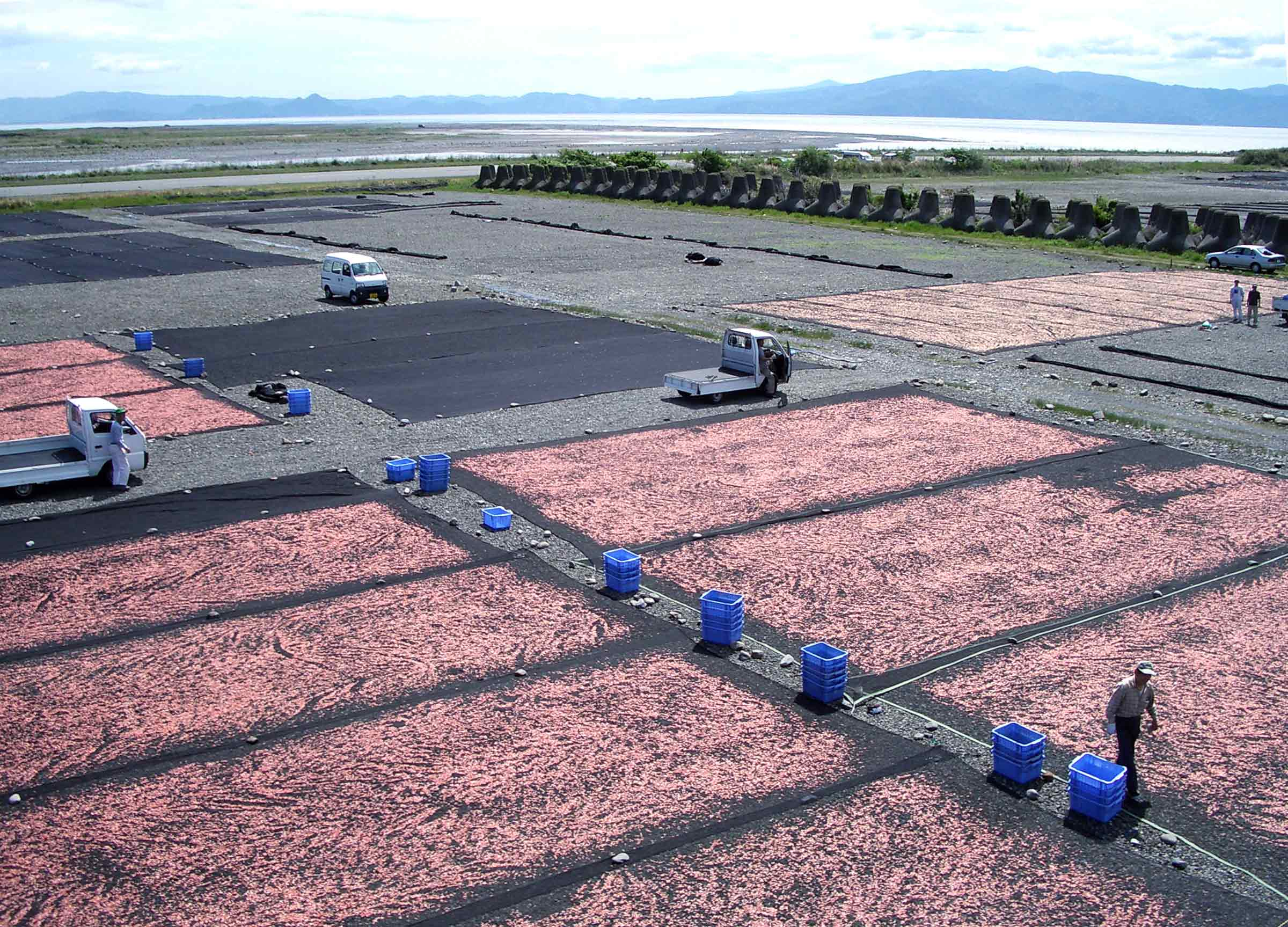
天日干しの風景 静岡県富士川河口付近
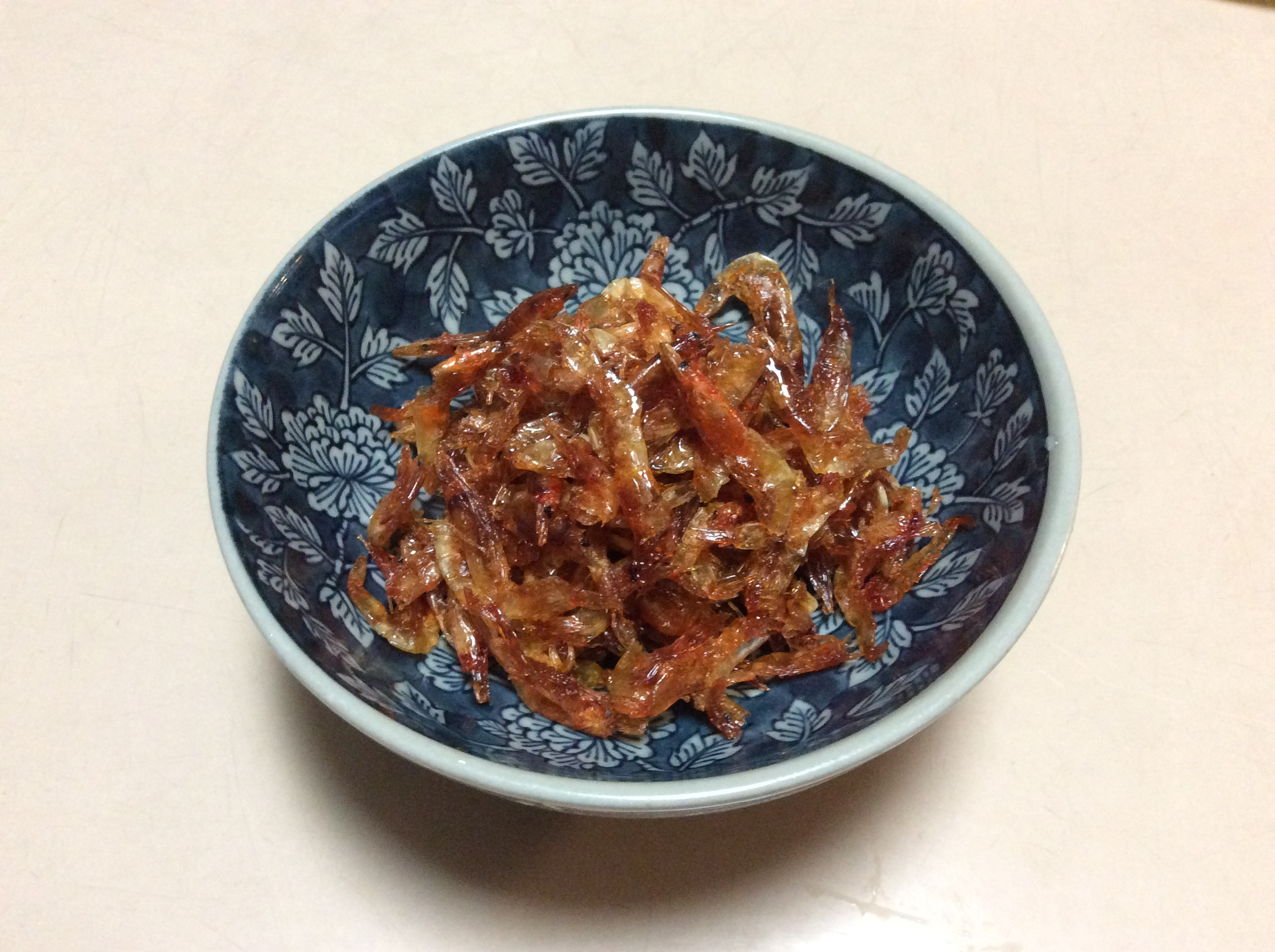
静岡市 桜エビの佃煮
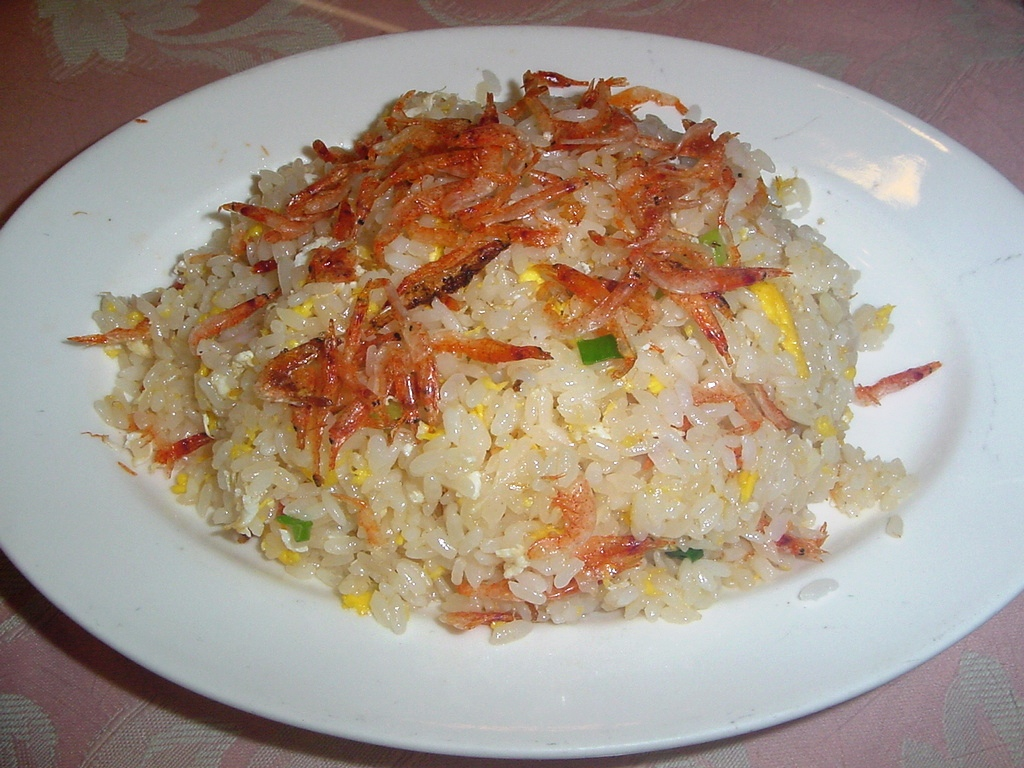
台湾東港のサクラエビ炒飯